# Guadalupe de Ceita
João Guadalupe Viegas de Ceita (São Tomé, 4 de febrer de 1929) és un escriptor, metge i polític de São Tomé i Príncipe, un dels herois nacionals i un dels cofundadors i ideòleg del Moviment per l'Alliberament de São Tomé i Príncipe (MLSTP), moviment d'alliberament nacional de São Tomé i Príncipe.

## Biografia
Va néixer a la ciutat de São Tomé, antigament capital colonial i ara capital federal. Guadalupe de Ceita va començar a treballar als set anys i va ajudar el seu pare que era infermer a les plantacions de l'illa. Es va concienciar d'aquesta manera de la realitat socioeconòmica que l'envoltava.
Va acabar els seus estudis a Luanda i va tornar a l'illa on va assistir a l'Escola de Enfermagem de São Tomé (EEST); avui és l'Institut Superior de Ciències i Salut que forma part de la USTP (Universitat de São Tomé i Príncipe). Va optar per no acabar els seus estudis.
Més tard va servir amb la joventut santomenca que es va incorporar a la lluita anticolonial. En aquell moment es va unir a Miguel Trovoada, Leonel Mário d'Alva, Filinto Costa Alegre i António Barreto Pires dos Santos (Oné). Es va reunir amb ells algunes vegades a mitjans de 1958 a Bobô-Forro (al sud-oest de la ciutat. ara part del districte de Mé-Zóchi) i altres vegades a Boa Morte, on acordaren al creació d'una convergència en la lluita de la qual seria el fruit el Comitè per l'Alliberament de São Tomé i Príncipe (CLSTP), el predecessor del MLSTP (Movimento de Libertação de São Tomé e Príncipe), fundat el 1960 a Casablanca (Marroc).
Posteriorment va anar a Luanda per aprovar els crèdits a l'EEST, per estudiar medicina als Estudos Gerais Universitários de Angola, va anar a Lisboa per acabar els seus estudis en 1973 a la Facultat de Medicina de la Universitat de Lisboa. A la Casa dos Estudantes do Império es va reunir amb altres líders del moviment anticolonial i la seva politització es va tornar més intensa.
En 1972, en plena Guerra Colonial Portuguesa, el CLSTP, va ser desorganitzat per la dimissió del secretari general Miguel Trovoada. Més endavant, en una reunió a Accra (Ghana), la casa que vivia Ceita, juntament amb la seva dona i també Virgilio Carvalho, Hugo de Menezes i António Tomás Medeiros, van delinear l'organització del moviment i el CLSTP es va convertir en MLSTP.amb Medeiros com a secretari general.
Amb Manuel Pinto da Costa, que es va convertir en secretari general del moviment, va intentar dissipar la influència dels líders més antics del MLSTP i de Ceita. El resultat d'això que va ser per a la seva família se li va impedir tornar a São Tomé després de la independència. Va tornar el 1980 per treballar amb el Ministeri d'Educació (llavors com a Ministeri d'Educació del Poble) sota el Programa de Prevenció de la Malària (MES), fent nombroses xerrades sobre la gran situació de la salut pública del país. un any més tard es va convertir en el coordinador general de medicina del país .
El 1989 i el 1990 va fundar el Grupo de Reflexão (GR) que va preparar les primeres eleccions lliures per al parlament i la presidència, incloent-hi el candidat al president, que es va retirar al mateix temps. va abandonar el GR quan va donar suport al Partit de Convergència Democràtica (PCD) de Trovoada.
En 1998 va fundar el Partit Popular del Progrés (PPP, Partido Popular do Progresso ), del que en fou president en 2010 i n'articulà una aliança, la Plataforma Democràtica (PD, Plataforma Democrática), coalició de partits oposada al partit de Miguel Trovoada, l'Acció Democràtica Independent (ADI).
En 2015 va escriure el llibre Memórias e Sonhos Perdidos de um Combatente pela Libertação e Progresso de São Tomé e Príncipe.